# Villanueva del Arzobispo
Villanueva del Arzobispo – gmina w Hiszpanii, w prowincji Jaén, w Andaluzji, o powierzchni 177,81 km². W 2011 roku gmina liczyła 8942 mieszkańców.